# Szkordiszkuszok

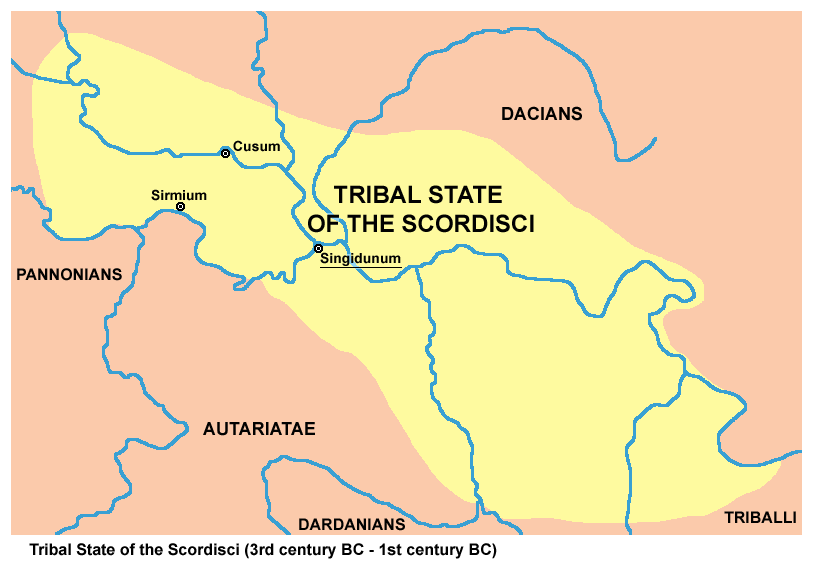

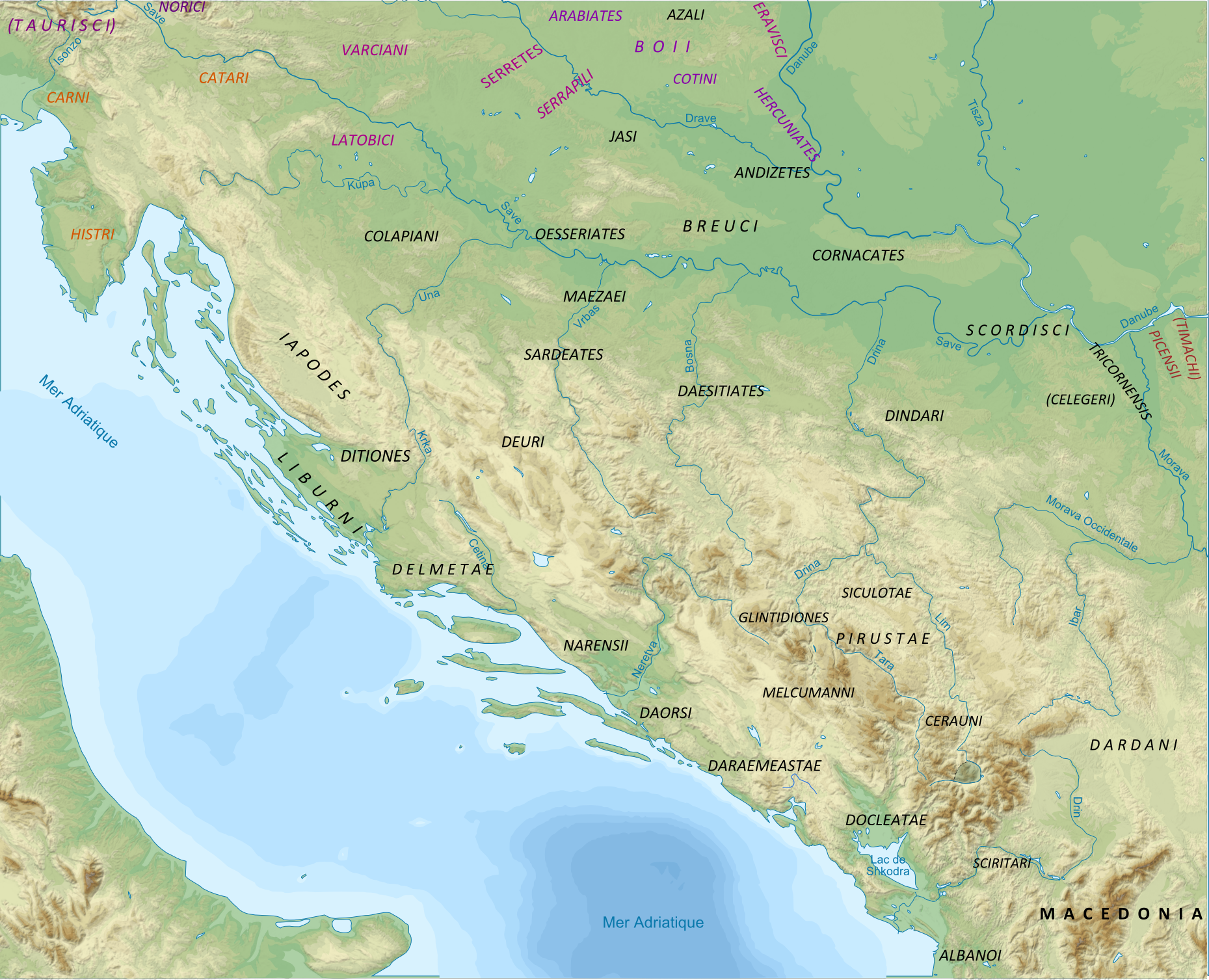
Illír és kelta törzsek a Balkánon i.e. 50 körül

A szkordiszkuszok (latinul Scordisci) kelta törzs az egykori Jugoszlávia területén élt. Sztrabón tett először említést a szkordiszkuszokról. 
I. e. 300-ban betörtek Görögország területére, de 279-ben Delphoinál vereséget mértek rájuk. Ezután Sirmiumtól keletre, a Duna és a Száva találkozásának környékén telepedtek le. Belgrádnál oppidumot építettek. Részt vettek a Dunántúl benépesítésében. Sztrabón különbséget tett a „nagy” és „kis” szkordiszkuszok között. Az utóbbiak keveredtek a már letelepült illír és dák törzsekkel. A régészet a görög történetírót igazolja. I. e. 113-ban kimberek, teutonok és ambronesek vonultak végig területeiken. 

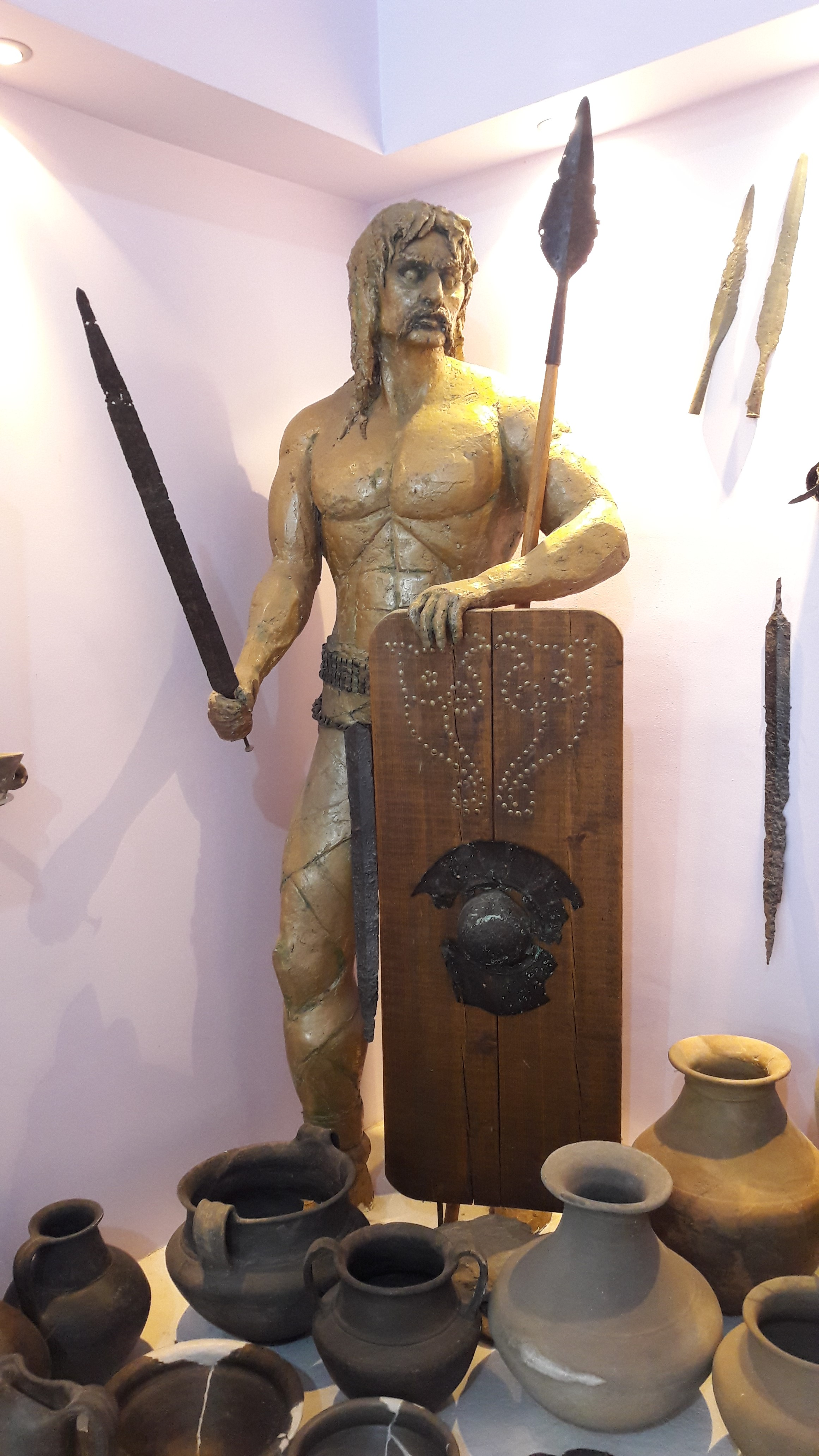
Szkordiszkuszok harcos, Nemzeti Múzeum Požarevac

Mivel gyakran betörtek Makedóniába, számos fegyveres konfliktusba keveredtek. I. e. 141-ben a római seregek sikertelenül harcoltak ellenük. Kb. i. e. 12-ben a rómaiak legyőzték őket, önállóságukat erősen megnyirbálták. 
A szkordiszkuszok nem voltak tiszta kelta eredetűek. Az ásatások során olyan település- és épületformákra bukkantak, amelyek nem kelta típusúak. I. e. 2. században érte őket a legerősebb kelta hatás. De ebből az időszakból illír és görög ékszerek, fegyverek is előkerültek. A régészeti leletek tanúsága szerint egy évszázaddal később az illír befolyás már jóval jelentősebb volt.

## Fordítás
- Ez a szócikk részben vagy egészben  a   Skordisker című német Wikipédia-szócikk fordításán alapul.  Az eredeti cikk szerkesztőit annak laptörténete sorolja fel. Ez a jelzés csupán a megfogalmazás eredetét és a szerzői jogokat jelzi, nem szolgál a cikkben szereplő információk forrásmegjelöléseként.